# Bršćak
Bršćak je nenaseljeni otočić u hrvatskom dijelu Jadranskog mora.
Njegova površina iznosi 0,189 km². Dužina obalne crte iznosi 2,07 km.